# Eurotower (Zagreb)
De Eurotower, of Twin Tower I, is het op een na hoogste gebouw van Kroatië, na de 108 meter hoge Kathedraal van Zagreb en staat in de hoofdstad Zagreb. Het kantoorgebouw is 97 meter hoog en werd in 2006 voltooid. Het telt 26 bovengrondse en 5 ondergrondse verdiepingen, waar zich 364 parkeerplaatsen bevinden. Het gebouw bevat ongeveer 35.300 vierkante meter aan kantoorruimte, waarvan 18.500 vierkante meter verhuurbaar is. Het postmodernistische gebouw is geheel met glas bekleed en bevat meerdere uitsparingen.